# 水塊

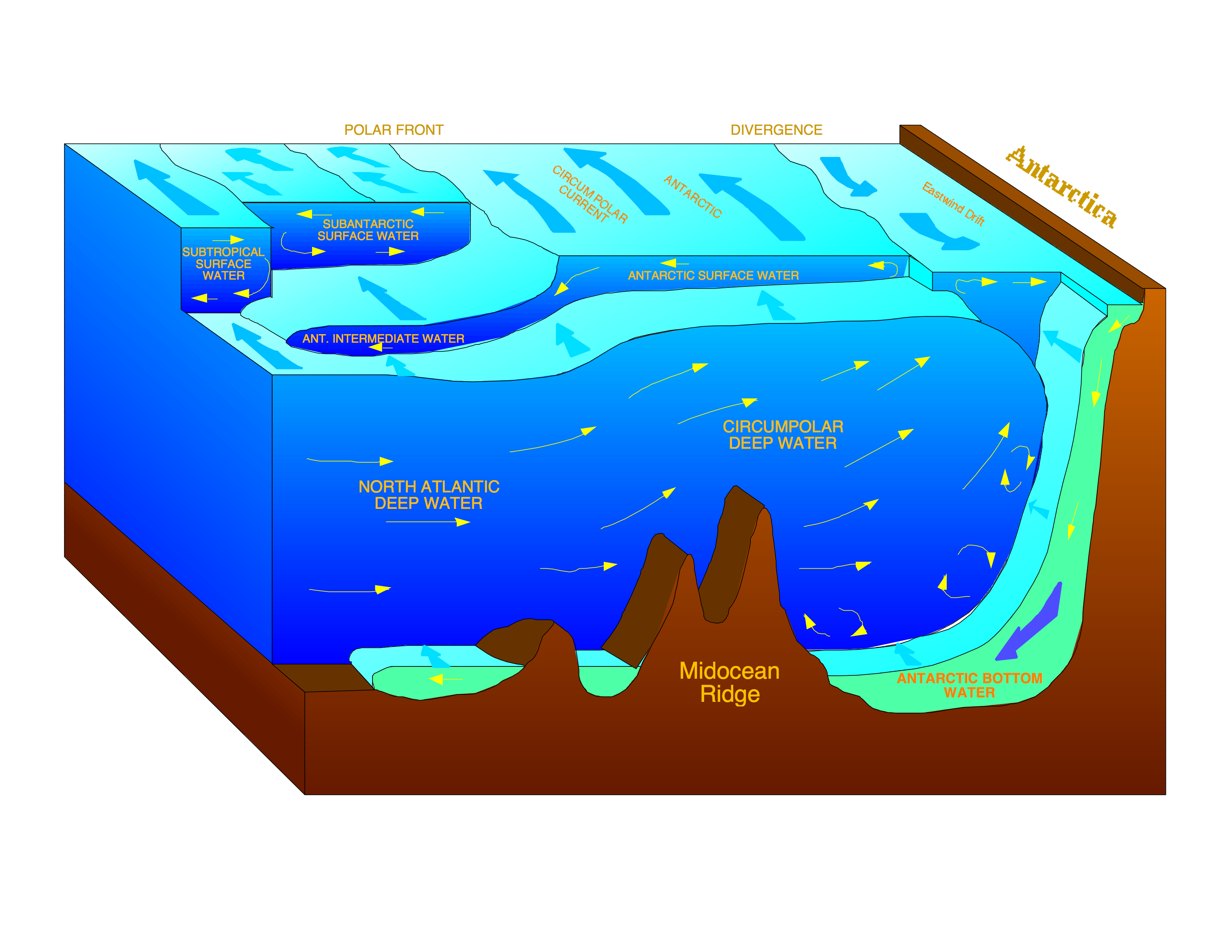
南極海における異なる水塊の例

水塊（すいかい、water mass）とは、海水温、塩分、溶存酸素、栄養塩類などが一様な海水(および陸水)の塊のこと。この範囲では水色、透明度、プランクトンなどの特性もまたほとんど同様である。この区間の境界はこれらの性質が比較的急激に変化する不連続帯となっている。水塊の成因として、日射と放熱、蒸発と降水などの大気との熱や水分の交換作用のほか、陸地付近では陸水の流入や氷結現象などが関係している。

## 主な水塊の例
以下に挙げるものは、非常に広範囲に分布する、名称が付けられている水塊である。
- 南極底層水(AABW) - 水温0℃前後、高密度であり、熱塩循環の主要なルートの1つ。
- 南極中層水(AAIW)
- 亜南極モード水(SAMW)
- 北大西洋深層水(NADW) - 高密度であり、熱塩循環の主要なルートの1つ。
- 極環深層水(CDW)
- 北極中層水(AIW)
- 北大西洋亜熱帯モード水（NASTMW）
- 北太平洋亜熱帯モード水（NPSTMW） - 冬季に混合層が発達し、春季に表層の水温上昇により蓋をされることによって形成される。
- 北太平洋中層水(NPIW) - 北太平洋を循環する海流を構成する水塊。
- 日本海固有水(JSPW) - 水温0～2℃、溶存酸素量が比較的多い。